# Cyrtonus minor
Cyrtonus minor é uma espécie de artrópode pertencente à família Chrysomelidae.